# میراندا دودوئورو
میراندا دودوئورو یکی از شهرهای کشور پرتغال است.
مساحت این شهر ۴۸۸ کیلومتر مربع است.